# Pranaiama

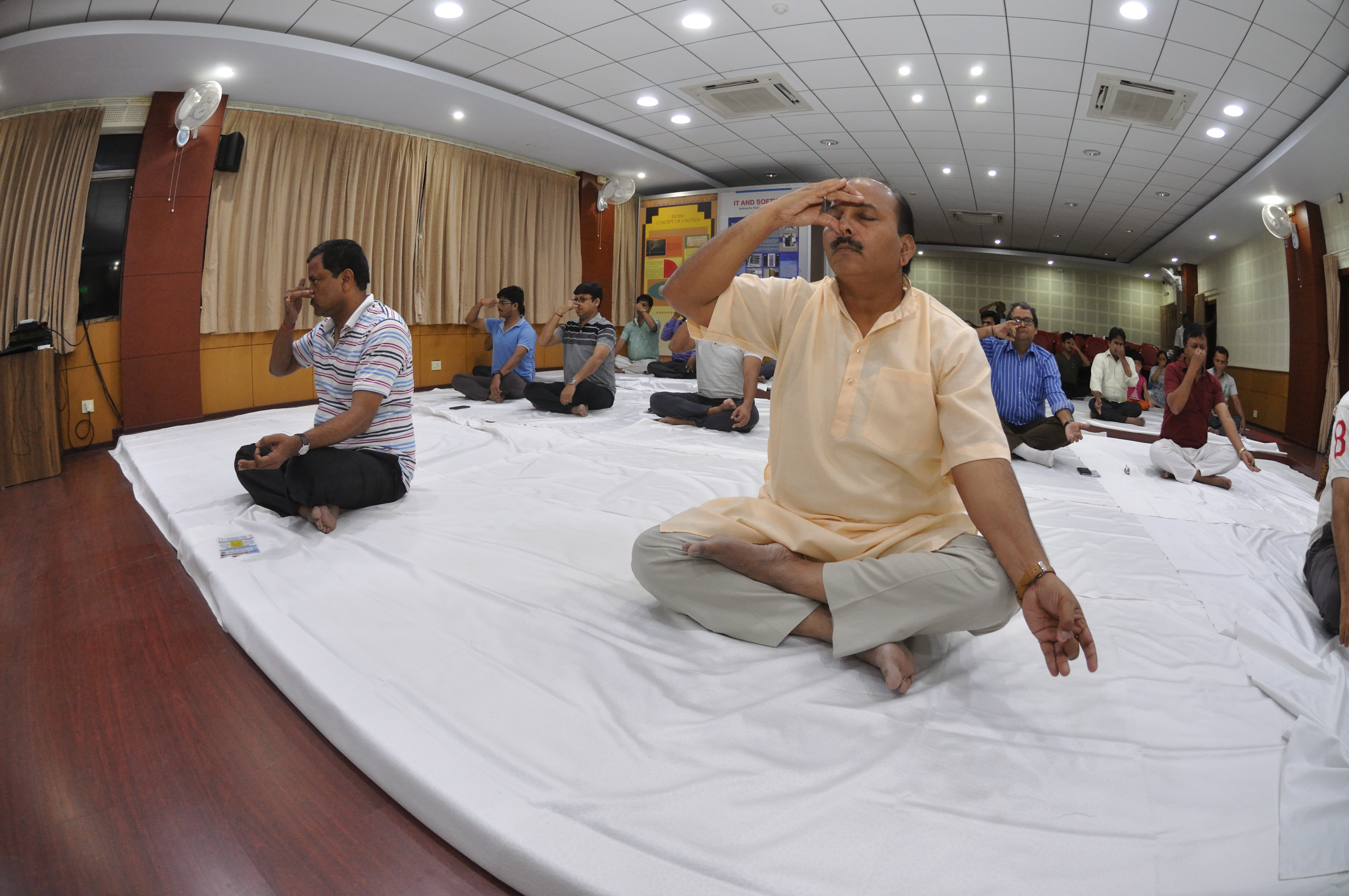
Um grupo praticando pranaiama

Pranaiama (do sânscrito (devanágari): प्राणायाम, translit.: prāṇāyāma, "expansão do prana") Ashtanga Yoga ou Kriya Yoga) é o quarto ramo (aṅga) do rajaioga (ou Ashtanga Yoga ou Kriya Yoga) exposto nos iogassutras de Patânjali — os outros sete membros do rajaioga são iama, niama, asana, pratiaara, daraná, diana e samádi. 
É uma das posturas usadas na prática do Bikram Yoga. É a primeira postura de uma série de exercícios que ocorre nas aulas de Bikram Yoga.
Designa a fusão do corpo e da mente por meio de exercícios respiratórios. É a prática iogue que foca na respiração. É o ato de soltar ou expandir a respiração (ou fôlego).
Pranayama é a prática de domínio da respiração na ioga. Seus exercícios na ioga moderna incluem harmonizar a respiração com os movimentos entre os asanas;  Mas também é um exercício de respiração autônomo, geralmente feito após os asanas.  Em textos como o Bhagavad Gita e os iogassutras de Patanjali e, mais tarde, nos textos de hataioga, significa a cessação completa da respiração.
Pranayama (Devanagari: प्रणायाम) é um composto sânscrito.  É definido de forma diferente por diferentes autores. De acordo com McDonnell, pranayama significa o domínio do prana (respiração). Monier-Williams definiu o pranayama em termos dos elementos de Kumbhaka. 
A respiração ou expansão sao para frente e oscilam. O domínio do prana
Para usá-lo como um termo técnico em ioga, a forma mais definida é "controle da respiração".
Esta definição técnica se refere a um sistema específico de controle da respiração, que Bhattacharya descreve como três processos: complemento (para inspirar), kumbhak (para mantê-lo) e laxante (para expirar).
Nas práticas de ioga, é o exercício da respiração através do conhecimento e expansão do prana (energia vital universal) É uma técnica de domínio da respiração, que visa desacelerar e ritmizar o máximo possível.

## Etimologia
O pranaiama (em sânscrito:  प्राणायाम, IAST: prāṇāyāma; prāṇā, "força vital, vida, espírito; ayāma, "(ganhar) controle(?), expandir" — lit. "controle da respiração"(?), i.e. a "expansão do prana"). Seu significado é, portanto, de amplitude/expansão e extensão da respiração, e não no sentido de redução ou controle. Ela fornece prana à pessoa.
No entanto, "prana" não significa "respiração" apenas, mas "energia vital" que existe dentro e fora do corpo, e "pranaiama" não significa apenas "respirar", mas também a "regulação da energia vital dentro e fora do corpo" ("método de controle do ar).
O termo sânscrito pranayama designa a regulação consciente e o o ato de respiração profunda por meio da concentração e da prática constante. Visto que a respiração é a portadora da energia vital, o prana também pode ser traduzido como "respiração" (em seu uso original, entretanto, o termo possui uma gama mais ampla de significados). A concentração constante nos processos de respiração e as técnicas de respiração executadas conscientemente podem influenciar os processos de consciência.  Efeitos semelhantes também são observados com inúmeras técnicas de meditação e relaxamento.
Designa os exercícios de respiração/respiratórios da ioga que conduzem à concentração e controle do prana (energia contida na respiração dentro do corpo).
Pranaiama significa controle consciente e voluntário da respiração e, de acordo com os upanixades, o controle da respiração é uma parte essencial da prática de ioga.
Prana é a fonte de energia vital (compare com Qi). O prana é substrato universal. Pranaiama é o conhecimento e controle do prana. Para o ioga antigo, é a expansão da bioenergia no corpo humano através de movimentos respiratórios conscientes e estruturados. 
De forma sistemática, Patânjali precede do revestimento externo do ser humano e procede até o mais tênue das sua camadas. Respiração e mente são interdependentes e interpenetrantes. A primeira descrição de prāṇa aparece numa upanixade. Prāṇa está em qualquer ser vivo e é uma energia tão sutil que a fisiologia ocidental ainda está procurando decifrar os seus mecanismos e como mapeá-la.
"Ayama" significa "expansão" e designa o objetivo maior da prática desse conjunto de técnicas: a expansão da bioenergia. Esta uniformidade pode ser acessada pela concentração contínua nos processos da respiração. Auxiliado pelas técnicas de relaxamento, nestas práticas de pranaiama se percebe a relação entre a expiração, inspiração e seu intervalo. Levando a uma profunda mudança de estado, e transformando a consciência ao ponto de ela ser sensibilizada pelo admirável material de que é feita a vida.
O pranaiama (controle do ritmo da respiração), junto com o pratiaara, são dois estágios do ioga que ensinam a controlar a respiração e a mente da escravidão dos desejos. A palavra pranaiama é formada por prana ("vida, respiração") e ayama ("expansão"). Este controle deve estar nas quatro divisões da respiração: inspiração (puraka), expiração (recaka), retenção cheia (kūṁbhaka ou antarakūṁbhaka) e a retenção vazia (śūnyaka - ou bahyakūṁbhaka). 
>>>
A expansão ocorre durante as quatro fases clássicas (vriti) que são, por sua vez, reguladas por "lugar [desha], tempo [kala] e número [samkhya]" (Yogasutra II, 50): inspiração (puraka), pausa respiratória após inalação (antara kumbhaka), expiração (rechaka), pausa respiratória após a expiração (bahya kumbhaka).
>>>>
A respiração é dividida em três fases: puraka (inspiração profunda), rechaka (expiração) e kumbhaka (prendendo a respiração após inspirar ou expirar).
Quando o fôlego é mantido após a inspiração, chama-se antarakūṁbhaka (interna). Quando é mantido após a expiração, chama-se bahyakūṁbhaka (externa). Desde que a meta do ioga é o controle e expansão da mente, o yogin aprende as técnicas do prāṇāyāma de modo a dominar a respiração, controlar os sentidos, e permanecer no estado de pratyāhāra e predispor-se para o dhyāna (meditação).
Nos oito ramos da ioga indiana clássica, o pranaiama é outro ramao depois do asana. O pranaiama também é uma parte essencial da prática do hataioga. O objetivo dos exercícios respiratórios é remover obstáculos que surgem no caminho da cognição/conhecimento.
Ao desacelerar a respiração, o iogue pode penetrar conscientemente em certos estados de consciência que são inacessíveis à consciência durante a vigília normal, por exemplo, o estado dos sonhos (svapna).

## Controle respiratório
O controle da respiração significa cessar os movimentos de entrada e saída do fôlego. A respiração é a representação mais sutil da energia vital dentro do seu corpo. Exatamente como se você conseguisse segurar um pedaço do tempo e o impedisse de se mover - como o tênue dente de uma engrenagem - trazendo, finalmente, a estabilidade. Trata-se de algo sutil como um fio de cabelo. Só então, pelo controle desta força que põe a mente em movimento, é que se pode parar a mente. Pois é o prana que faz a sua mente se mover: se o Prana for interrompido a mente não pode se mover, fazendo emergir o estado de serenidade (Manonaśa). Portanto, "deter a movimentação do prana é pranaiama". Path to Blessedness, de Sri Swami Chidananda. 
Existe entre a inspiração e a expiração um ponto de repouso, um momento de completa satisfação respiratória. É neste ponto que o praticante do controle respiratório repousa sua atenção, deixando sua respiração fluir espontaneamente ele tenta engendrar sua mente neste estado de segurança que na verdade é um ponto absoluto, uma espécie de eixo, o qual é circundado pela inspiração e pela expiração. Quando os movimentos de entrada e saída do fôlego cessam estão na verdade em união com este ponto, o momento preciso entre a ânsia e a repulsa do ar, a satisfação completa.

## As principais técnicas do pranaiama
O pranaiama tem diversas funções:
Essas técnicas respiratórias, como exercícios de controle da respiração, ficaram mais conhecidas devido à utilização no Hata-ioga. Para o Hata-ioga tem o objetivo de ampliar o efeito dos ásanas, estimulando estados meditativos. O treino do pranaiama necessita de um profundo embasamento nos asanas sentados e deve ser executado com a supervisão de um guru ou um especialista. O melhor momento para praticar pranaiamas é no período da manhã, após o alvorecer - o sol da manhã tem alta concentração de prana. Segundo Sivananda um horário excelente é o bramamurta (4h30min da madrugada). As práticas são diárias e devem durar pelo menos 15 minutos, com propósito e regularidade: devem ocorrer sempre à mesma hora e posição (sentado sobre um pavimento, um pequeno tapete ou uma espuma vinílica acetinada, mantendo as costas eretas). O olhar deve estar focado em um ponto, de forma a manter a mente concentrada e evitar a distração com algum objeto externo. A uniformidade da respiração fará a mente entrar em um estado de serenidade. O pranaiama não deve ser executado por mais de 15 minutos após a prática controlada de asana. Após o término da prática, deve-se permanecer na posição de shavasana por volta de 5 - 10 minutos (praticar imobilidade, deitando-se e entregando o peso do corpo em completo relaxamento), de forma a refrescar a mente e o corpo. Os principais pranaiamas são apresentados abaixo:
Entretanto, no Patâjala Rajaioga, o objetivo é preparar o corpo energético para a abstração dos sentidos (pratyahára), através da observação da respiração. Em exercícios de controle respiratório do hataioga, visa ampliar a energia vital e limpar os canais energéticos (nadis). Com isso, chacras e cundalini são ativados.  
- Kūṁbhaka prāṇāyāma
- Bhastrika prāṇāyāma
- Nāḍīśodhāna prāṇāyāma
- Ujjayī prāṇāyāma
- Caturāṅga prāṇāyāma
- Visamavṛtti prāṇāyāma
- Kevala kūṁbhaka

Ao conscientemente modificar os ritmos respiratórios, alteramos estados de consciência, administramos o stress, favorecemos despertamento de energias internas. E ainda incrementamos nosso potencial energético.

## Os dezprāṇāyāmasclássicos daHaṭhayoga Pradīpikā
A Haṭhayoga Pradīpikā  ensina que devemos praticar prāṇāyāma quatro vezes ao dia: de manhã, ao meio-dia, pela tarde e à meia-noite progredindo gradativamente até completar 80 ciclos por sessão. 
1. Nāḍīśodhana, a respiração alternada
2. Sūryabhedana, a respiração solar
3. Ujjāyī, a respiração sussurrante
4. Śītkarī, a respiração refrescante
5. Śītalī, a respiração refrescante (outra técnica)
6. Bhastrikā, a respiração do fole
7. Bhrāmarī, a respiração da abelha
8. Mūrcchā, a respiração do desvanecimento
9. Plāvinī, a respiração para flutuar nas águas
10. Kevalakūṁbhaka, a retenção "isolada"

## Os oito pranaiamas clássicos daGheraṇḍa Saṁhitā
Já a Gheraṇḍa Saṁhitā  apresenta oito pranaiamas, a maioria dos quais aparecem igualmente na Haṭhayoga Pradīpikā.
1. Sahita, a respiração com mantras
2. Sūryabheda, a respiração solar
3. Ujjāyī, a respiração sussurrante
4. Śītalī, a respiração refrescante
5. Bhastrikā, a respiração do fole
6. Bhramārī, a respiração da abelha
7. Mūrcchā, a respiração do desvanecimento
8. Kevala, a retenção "isolada"

## Classificação dos pranaiamas
Os pranaiamas são classificados em duas categorias: agarbha e sagarbha. Elas dizem respeito à contagem com mantras mentais ou não, pelo seu ritmo (inúmeros e conforme a linhagem e seus objetivos), pela utilização de bandhas (compressões de plexos e glandulas) e quantas narinas são utilizadas. Uma divisão interessante de nível de adiantamento é conforme o tempo de cada fase da respiração.
1. adhāma (iniciante): 1 a 12 mātras,
2. madhyāma (mediano): 13 a 24 mātras,
3. uttāma (avançado): 25 mātras em diante.

## Mātra
Mātra é a unidade de contagem de tempo. Era a forma que os antigos contavam emosseus respiratórios. No Vedas encontram-se valores de um piscar de olhos e o tempo de um raio, para denotar essa unidade de tempo. Portanto, julga-se que seja cerca de 0,6 segundo. Normalmente se é treinado com os segundos, para facilitar a conta e o treino com metrônomo.

## Psicologia do pranaiama
Pranaiama é um modo de expandir o Sukshma Prana no qual você não tem acesso direto. Prana é um energia invisível e sutil. Ela é a força vital que preserva o corpo. Ela é o fator que conecta o corpo a mente. Ela é  a ligação entre corpo e mente.
Prana não é svasa. O ar aspirado dentro dos seus pulmões não é prana.  Ele é chamado de Svasa Vayu. Svasa-Prasvasa, inalação e exalação, do ar. Mas então, por que ele é regulado pela inspiração e expiração dos pulmões que se dá o nome de pranaiama, quando eles não se constituem de prana e apenas de Svasa Vayu? O processo de regular a respiração é chamado de pranaiama, porque ele é o único caminho de conseguir o controle do sobre a força vital sutil que existe dentro do prāṇa." A Filosofia, Psicologia, e Prática do Yoga, Sri Swami Chidananda (1984). 
Simultaneamente à prática de asanas, é um esforço para a regularização do prana. Assim, asana e pranaiama devem ser trabalhados juntos. Há uma íntima relação entre a atividade física do corpo e a do prana. O prana é a energia que preserva todo o sistema físico e age como um meio entre o corpo e a mente. O prana age mas não pode pensar. O prana não é simplesmente respiração. O processo de, inalação e exalação e retenção não formam o prana, mas é um indicador do funcionamento do prana. Nós não podemos ver o prana; ele não é um objeto físico.   
Mas nós podemos inferir na sua existência pelo processo da respiração. O ar é aspirado e expelido por uma ação do prana. Algumas pessoas defendem que existem muitos tipos de prana, outros que existe só um. O prana é uma energia muito singular, mas pode determinar que o mesmo é diversos se observar-se pelo ponto de vista de suas diferentes funções. Quando nós expiramos, o prana opera de um forma específica. Quando nós inspiramos, o apana surge. A inspiração afeta a atividade do apana. O centro do prana está no coração, o do apana está no ânus.  
Existe uma terceira classificação de função chamado Samana, a força de uniformalização. Seu centro é no umbigo. Ela digere o alimento para aquecer o corpo e também equilibrar todas as remanescentes funções no sistema. A quarta função do prana é chamada Udana. Seu selo está na garganta. Ele determina a fala, e na morte, ele determina a separação do prana do corpo. A quinta função é chamada de Vyana, uma força que preserva todo o corpo e mantém a continuidade da circulação do sangue através do sistema.
Esta quinta função do prana é sua principal forma. Ele também realiza outras funções como arroto, o abrir e fechar das palpebras, causar a fome, bocejar e nutrir o corpo. Quando ele faz estas funções secundárias ele é chamado de Naga, Kurma, Krikara, Devadatta e Dhananjaya, respectivamente. A essência do prana é a atividade. É o prana quem faz o coração bater, o pulmão funcionar e o estomago secretar sucos. Portanto, desde que nem a respiração, e nem a atividade do pulmão param até a morte. O Prana nunca dorme da mesma forma que o coração nunca para de bater. O prana pode ser considerado o vigia do corpo." The Yoga System, de Swāmi Krishnananda.  

## Cautelas
Entretanto, as práticas das técnicas de pranaiama não são triviais, e Kason (2000) menciona circunstâncias onde as técnicas do pranaiama podem perturbar o equilíbrio do corpo. A possibilidade de efeitos adversos  do uso destas técnicas não deve ser subestimado. Estas cautelas estão também na literatura tradicional hindu, como ilustrado no seguinte trecho do sutras do ioga de Patânjali:
"A real conquista do pranaiama está diretamente relacionada com a atividade física e mental do nossa vida diária. Somente quando o perfeito domínio é conquistado na vida mundana é que nós podemos esperar gerenciar a parada da respiração e pulsação do corpo. Este processo é sempre perigoso para iniciantes sem o controle da respiração. Tentar o controle da respiração sem ter um controle pela rotina diária e sua reação sobre os outros processos existentes no corpo podem causar perigosos desequilíbrios em sua constituição. Qualquer experimento com a respiração resulta na estimulação dos centros de energia no plano etérico. 
Quando o corpo físico e emocional não for suficientemente purificado, estes desequilíbrios causam tempestades na atividade emocional do indivíduo. 
Isto resulta em uma grande tensão nos nervos e no sistema vascular, causando uma parcial ou total ruína do corpo físico. Isso pode ser causado por se tentar iniciar um pranaiama com o controle do fôlego antes de se conquistar o controle de suas outras atividades.
Uma forma prática de exercitar o pranaiama deve ser sempre bem discriminatória, pois o aumento é fácil mas a abstinência é desconfortante para os iniciantes. Existem vários métodos de pūraka, kūṁbhaka e recaka descritos por diversos professores e prescrita como o nome de 'respiração esotérica'.

## O pranaiama e a gnose moderna
As correntes filosóficas denominadas gnósticas iniciadas em meados do século XX apresentam o pranaiama como uma das formas de se transmutar a energia sexual. 